# Türblatt

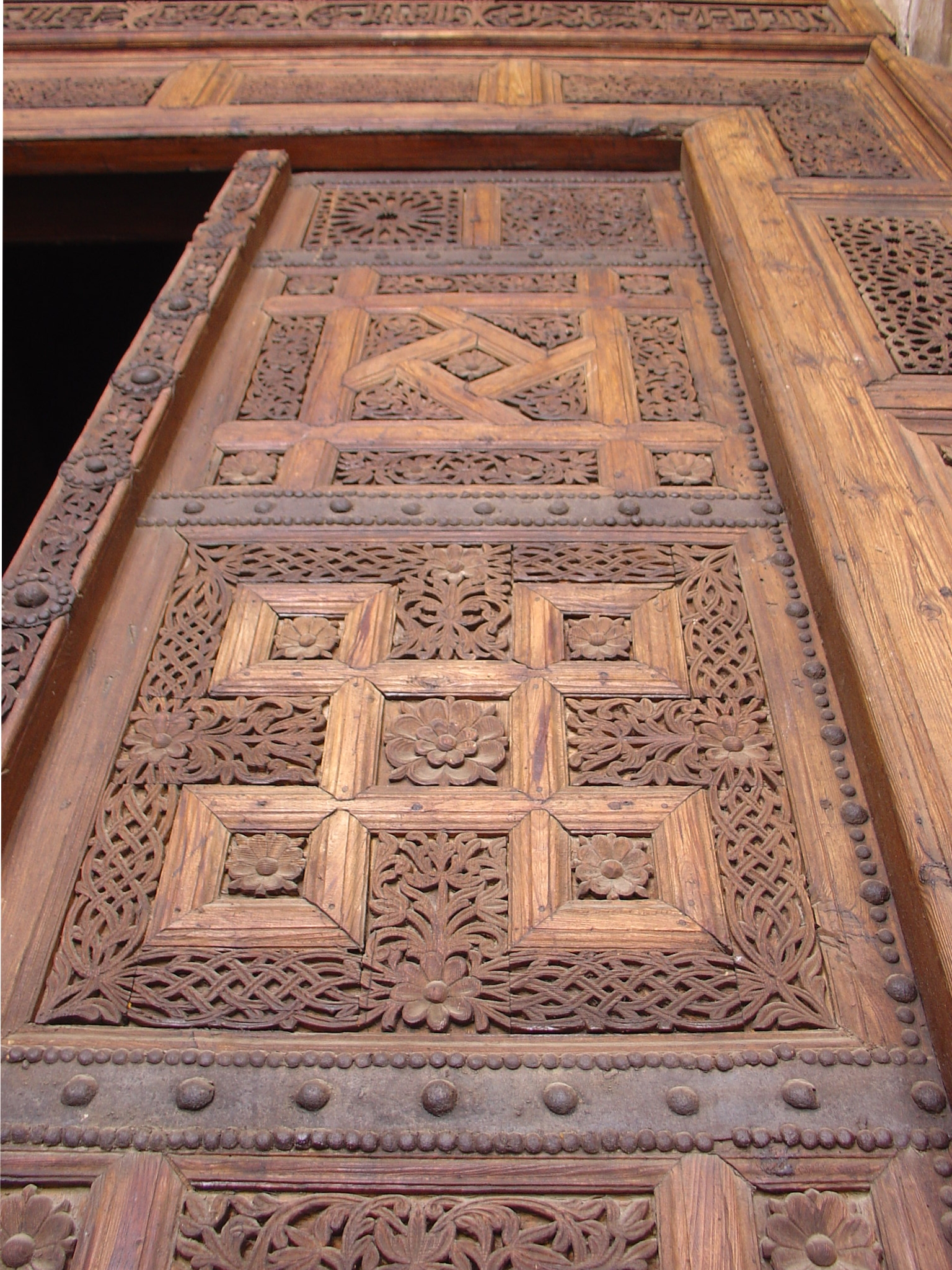
Ein ornamentiertes Türblatt der großen Moschee von Kairouan

Ein Türblatt oder Türflügel ist der bewegliche Teil einer Tür. Zu einer Türe gehört außer dem Türblatt in der Regel eine Türzarge (Türrahmen). Bei Schwenktüren sind Türblatt und Türzarge durch die Türbänder beweglich verbunden. Deren Position am Rahmen ist abhängig von der Öffnungsrichtung und Konstruktion der Tür. Schiebetüren sind durch eine Aufhängung mit Rollen in einer Laufschiene mit dem Rahmen verbunden. Historische Türen wurden durch Holzverbindungen (Zapfen und Loch) beweglich mit ihrem Rahmen bzw. der Hauskonstruktion verbunden. Zum  Verriegeln der Tür wird ein Riegel oder eine Schlossfalle zusammen mit einer Türklinke und/oder einem Schloss verwendet.

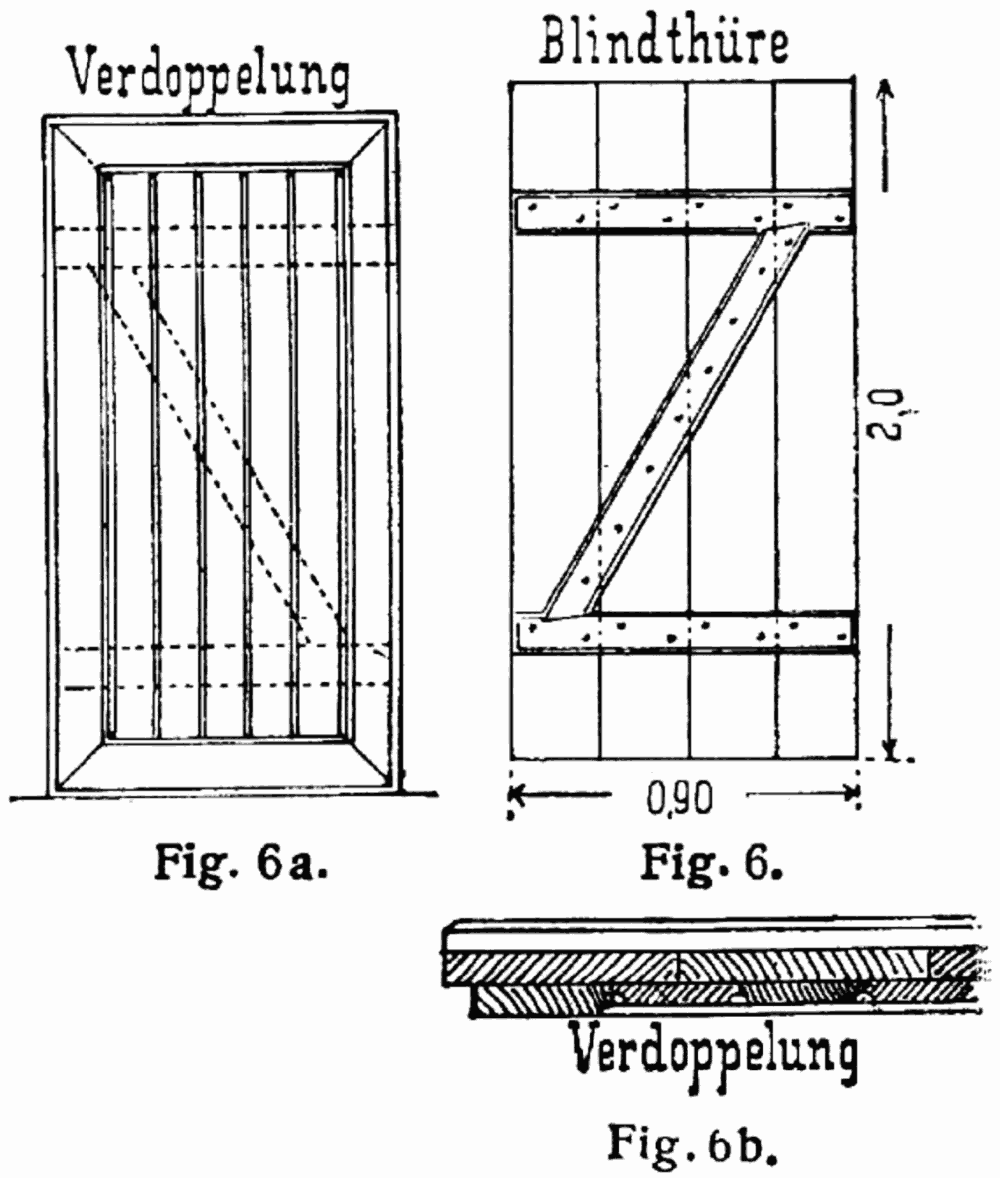
Aufgedoppelte Brettertür mit Sicht- (links) und Rückseite (rechts) sowie waagerechtem Schnitt (unten).
Im Querschnitt ist oben der Querriegel sichtbar, an dem die Türbänder befestigt werden, mittig die konstruktive Bretterlage, unten die (optionale) Verdoppelung.
Die Verdopplung besteht aus Brettern mit schmückender Längsnut und umlaufendem Rahmen. Diese dekorative Lage hat zusätzlich eine Flächen-aussteifende Funktion

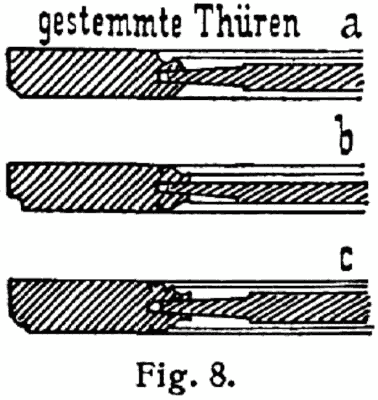
Beispiele für die Gestaltung und Konstruktion des Übergangs zwischen Rahmen und Füllung (Querschnitte)

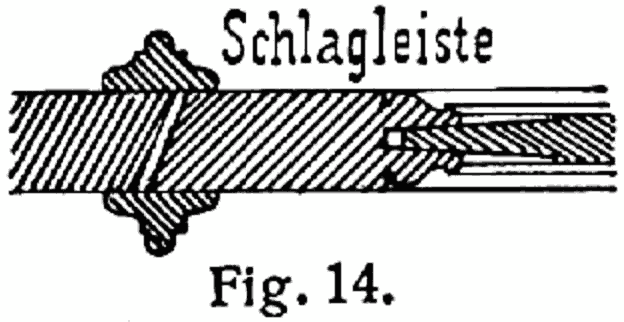
Querschnitt des mittigen Anschlags einer Doppeltür:
Die obere der beiden profilierten Stulpleisten ist am linken, die untere am rechten Türflügel befestigt

## Aufbau
Es werden ein- oder mehrfach gefälzte sowie stumpf ein- oder aufschlagende Türblätter unterschieden, angeschlagen in Blend- oder Blockrahmen (Türzarge) in verschiedenen Varianten.
Dabei unterscheidet man zwischen
- Flächigen (glatten) Türblättern und
- Füllungstüren, auch Rahmentüren, Gestemmte Türen oder Kassettentüren genannt.

Bei doppel- oder mehrflügeligen Türen werden Stehflügel (im normalen Betrieb geschlossen) und Gehflügel unterschieden. Der Stulp überdeckt den senkrechten Spalt zwischen den Türflügeln.

## Material
Als Materialien für Türblätter sind gebräuchlich:
- Holz und Holzwerkstoffe
- Stahlblech
- Kunststoff, besonders bei Feucht- und Nassraumtüren sowie
- Glas für Ganzglastüren und als Füllungen.

Die Kantenausbildung der Türblätter wird durch das gewünschte optische Erscheinungsbild sowie durch die technischen und konstruktiven Anforderungen bestimmt. Dabei sind folgende Ausbildungen möglich:
- stumpf, d. h. geradkantig oder
- gefälzt, d. h. ein- oder mehrfach abgestuft, wobei die den Rahmen überdeckende Kante Überschlag genannt wird.

## Ausführungen
Die technischen Anforderungen an Türblätter können sehr unterschiedlich sein und werden bestimmt von den Anforderungen aus Schallschutz, Wärmeschutz, Brandschutz, Einbruchsicherheit oder auch Schusssicherheit. Wichtige Klassifizierungen von Türblättern sind:
- dichtschließend (d)[1]
- rauchdichte, selbstschließende Drahtglas-Türe im Bestand häufig als RS-Türe akzeptiert (dgt)
- vollwandig, dichtschließend, selbstschließende Tür (vds). Je nach Auslegung auch nur vollwandig, dichtschließend.
- vollwandig (vt)
- dichtschließend und selbstschließend (ds)[1]
- rauchdicht und selbstschließende Rauchschutztür (RS-Tür)
- feuerhemmende Tür (fh-Tür oder T30-Tür, nicht rauchdicht)
- feuerhemmende, rauchdichte und selbstschließende Tür (T30/RS-Tür)
- hochfeuerhemmende Tür (hfh-Tür oder T60-Tür)
- hochfeuerhemmende, rauchdichte und selbstschließende Tür (T60/RS-Tür)
- feuerbeständige Tür (T90-Tür)
- feuerbeständige, rauchdichte und selbstschließende Tür (T90/RS-Tür)
- Schallschutztür (Schallschutzmaß in dB)